# Kuroki Tamemoto

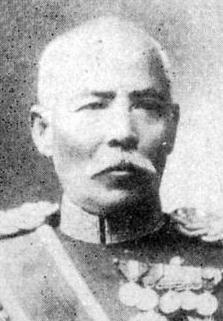
Kuroki Tamemoto.

Kuroki Tamemoto, född den 3 maj 1844 i Satsuma, död 3 februari 1923, var en japansk baron och fältherre.
Kuroki blev 1871 kapten vid den nyorganiserade japanska armén. Han befordrades 1878, efter att ha utmärkt sig vid Satsumaupprorets undertryckande, till överste och intog som chef för 6:e divisionen under första sino-japanska kriget Weihaiwei 15 februari 1895.
Kuroki erhöll efter fredsslutet baronvärdighet, blev 1897 generalinspektör över armén samt 1903 general, medlem av kejserliga krigsrådet och befälhavare för 1:a armén (gardet, 2:a och 12:e divisionerna) med uppgift att i händelse av krig med Ryssland omedelbart besätta Korea och där hindra rysk invasion eller inhemsk resning.
Kort efter krigsutbrottet (februari 1904) övergick Kuroki till Korea med 1:a armén (mars), framryckte till gränsfloden Yalu, övergick denna och förjagade de ryska trupper, som hållit högra flodstranden besatt (1 maj) samt inträngde över Fenghuangcheng i det syd-manchuriska berglandet, där han under de båda närmaste månaderna långsamt framryckte och besatte de viktigaste passen.
I mitten av juli kunde den stora anfallsrörelsen mot Liaoyang börja, varvid 1:a armén under Kuroki samverkade med de från sydväst och söder anryckande 3:e och 4:e arméerna. I en rad heta strider drev Kuroki ryssarna tillbaka, framryckte i augusti till Tai-tse-floden och hade väsentlig andel i den stora, av de tre japanska arméerna vunna segern över Aleksej Kuropatkin vid Liaoyang (26 augusti-3 september), i det att Kurokis försök att genom besättandet av Sykwantun avskära de ryska förbindelserna med Mukden visserligen misslyckades och utsatte hans högra flygel för ett farligt anfall av general Orlov, men likväl i hög grad bidrog att göra Liaoyangs utrymmande till en nödvändighet för Kuropatkin och ryska huvudstyrkan.
Kuroki tog efter ryssarnas återtåg kolgruvorna vid Yantai i besittning. Även i de stora fältslagen vid Shaho (8–18 oktober 1904) och Mukden (20 februari–9 mars 1905) spelade Kuroki med 1:a japanska armén en framträdande roll.
Kuroki avgick ur aktiv tjänst våren 1909.